# ASP Linux
ASP Linux er en russisk Linuxdistribution fra Moskva. Den er baseret på Fedora Core og bruger YUM til at håndtere og installere programmer. Den kommer med en GNOME brugeroverflade som standard. 

## Versioner
| Version | Navne   | Dato              |
| ------- | ------- | ----------------- |
| 7.0     | –       | 22. marts 2001    |
| 7.1     | mriya   | 14. april 2001    |
| 7.2     | baikal  | 1. december 2001  |
| 7.3     | vostock | 13. august 2002   |
| 9       | ural    | 12. maj 2003      |
| 9.2     | sibiria | 3. marts 2004     |
| 10      | karelia | 27. december 2004 |
| 11      | seliger | 6. marts 2006     |
| 11.2    | ladoga  | 13. november 2006 |
| 12      | –       | 27. november 2007 |

## Ekstern henvisning
- ASP Linuxs hjemmeside Arkiveret 29. august 2011 hos  Wayback Machine

| Tux | Spire Denne Linuxartikel er en spire som bør udbygges. Du er velkommen til at hjælpe Wikipedia ved at udvide den. |